# Heracles in het seizoen 1955/56
Het seizoen 1955/1956 was het tweede jaar in het bestaan van de Almelose betaaldvoetbalclub Heracles. De club kwam uit in de Eerste klasse B en eindigde daarin op de 12e plaats, dit betekende dat de club in het nieuwe seizoen uitkwam in de Tweede divisie.

## Wedstrijdstatistieken

### Eerste klasse B
|       | Baronie | Be Quick | Blauw-Wit | 't Gooi | Haarlem | Helmond | Hermes DVS | Leeuwarden | LONGA | ONA   | Rheden | Wageningen | Zwolsche Boys |
| ----- | ------- | -------- | --------- | ------- | ------- | ------- | ---------- | ---------- | ----- | ----- | ------ | ---------- | ------------- |
| Thuis | 2 – 3   | 2 – 0    | 3 – 2     | 1 – 3   | 1 – 3   | 1 – 3   | 1 – 0      | 1 – 3      | 1 – 2 | 3 – 1 | 1 – 3  | 3 – 0      | 3 – 1         |
| Uit   | 2 – 3   | 4 – 0    | 3 – 2     | 3 – 1   | 4 – 1   | 2 – 1   | 1 – 1      | 1 – 1      | 2 – 2 | 5 – 1 | 3 – 2  | 2 – 0      | 2 – 0         |

## Statistieken Heracles 1955/1956

### Eindstand Heracles in de Nederlandse Eerste klasse B 1955 / 1956
| Stand | Gespeeld | Gewonnen | Gelijk | Verloren | Punten | Doelpunten voor | Doelpunten tegen |
| ----- | -------- | -------- | ------ | -------- | ------ | --------------- | ---------------- |
| 12e   | 26       | 7        | 3      | 16       | 17     | 38              | 58               |

### Topscorers
| Competitie \| # \| Naam \| \| \| ---------------- \| ------------------------- \| -- \| \| 1. \| Willy Mos \| 14 \| \| 2. \| Henk ten Brink \| 4 \| \| 3. \| Harry Tusveld \| 3 \| \| 4. \| Albert Dekkers \| 2 \| \| 4. \| Jacob Edel \| 2 \| \| 4. \| Jan Kamphuis \| 2 \| \| 4. \| Henk de Olde \| 2 \| \| 4. \| Coen Schonewille \| 2 \| \| 4. \| Herman Vrielink \| 2 \| \| 10. \| Jacques van 't Hout \| 1 \| \| 10. \| Teerink \| 1 \| \| Eigen doelpunten \| \| \| \| – \| Jos Beekhakkers (Baronie) \| 1 \| \| – \| Bert Boeree (Haarlem) \| 1 \| \| – \| Klep Kuipers (Be Quick) \| 1 \| \| Totaal \| Totaal \| 38 \| |                           |      |
| # | Naam                      | Goal |
| 1. | Willy Mos                 | 14   |
| 2. | Henk ten Brink            | 4    |
| 3. | Harry Tusveld             | 3    |
| 4. | Albert Dekkers            | 2    |
| 4. | Jacob Edel                | 2    |
| 4. | Jan Kamphuis              | 2    |
| 4. | Henk de Olde              | 2    |
| 4. | Coen Schonewille          | 2    |
| 4. | Herman Vrielink           | 2    |
| 10. | Jacques van 't Hout       | 1    |
| 10. | Teerink                   | 1    |
| Eigen doelpunten |                           |      |
| – | Jos Beekhakkers (Baronie) | 1    |
| – | Bert Boeree (Haarlem)     | 1    |
| – | Klep Kuipers (Be Quick)   | 1    |
| Totaal | Totaal                    | 38   |